# Prince of Persia Classic
Prince of Persia Classic (с англ. — «Классический Принц Персии») — видеоигра, ремейк оригинальной игры «Принц Персии», разработанный компанией Gameloft. Релиз игры состоялся 13 июня 2007 года для Xbox Live Arcade и 23 октября 2008 года для PlayStation Network, a также для мобильных телефонов с поддержкой Java приложений. 2 марта 2012 года была выпущена версия для мобильной платформы iOS, 13 сентября 2012 года — для Android.

## Описание
Ремейк самой первой игры серии Prince of Persia. Коварный Визирь Джаффар, похитил невесту Принца, с целью заставить её стать своей женой. Самого Принца Визирь запер в темнице, а Принцессе дал на раздумья ровно час. У Принца есть час, чтобы, начиная с темницы, подняться на верхние этажи дворца и спасти Принцессу. В игре дизайн уровней и игровой процесс выполнены в стиле оригинальной игры, но используется трёхмерная графика. Игра выглядит как Prince of Persia: The Sands of Time — внешность Принца, Визиря, Принцессы и стражников, да и сама восточная стилистика также повторяют «Пески Времени». Мрачные подземелья стали более яркими, а также есть и этажи вне темницы — на фоне видно небо, а сами балконы усеяны цветущими растениями. Видеоролики в игре также выполнены в духе «Песков Времени» (они проигрываются при начале нового этапа).
Благодаря усовершенствованному движку в игре появились новые возможности: перекат, забег вверх по стене, отскок от стены, прыжок вверх с поворотом на 180°, сальто назад с разворотом на 180°, использование контр-атаки и добивающего движения, бабочки-указатель.
Создатель «Принца Персии» Джордан Мекнер о ремейках «Prince of Persia Classic» и «Prince of Persia The Shadow and the Flame»:

Из многих продающихся версий Prince of Persia, наиболее близкими к оригинальной игре 1989 года являются Prince of Persia Classic от Ubisoft — прямой скроллинговый ремейк оригинала с обновлённой графикой — и его продолжение, The Shadow and the Flame (с англ. — «Тень и Пламя»).
Оригинальный текст (англ.)Of the many versions of Prince of Persia now being sold, the closest to the 1989 game is Ubisoft's Prince of Persia Classic - a side-scrolling direct remake of the original with updated graphics - and its sequel, The Shadow and the Flame.

## Режимы
В игре есть несколько режимов:
- Обычный режим прохождения игры. Игрок выбирает сложность и проходит игру от начала до конца.
- Режим повтора уровня. Игрок может выбрать любую из пройденных локаций и переиграть её.
- Ghost-mode — перепрохождение этапа с «призраком» — прозрачной копией, повторяющей прошлое прохождение данного этапа.

## Отзывы
| Сводный рейтинг | Сводный рейтинг |
| Агрегатор       | Оценка          |
| --------------- | --------------- |
| GameRankings    | 80,85 %         |